# Asagi
Ogawa Takahiro (Noshiro, 29 de agosto de 1974) mais conhecido pelo nome artístico Asagi, é um cantor japonês. Faz parte da banda D desde 2003.)

## Carreira
Asagi formou a banda D em março de 2003 como vocalista, junto com Ruiza e Shin na guitarra, Lena no baixo e Hiroki como baterista. Mais tarde, Hiroki e Lena deixaram a banda e Hide-Zou e Tsunehito ocuparam suas posições.
Em sua carreira solo, seu primeiro lançamento foi "Corvinus" em 2006. Após uma pausa de dez anos, lançou o single Seventh Sense/Shikabane no Oja/Amupusai (Seventh Sense／屍の王者／アンプサイ) em 27 de abril de 2016.
Em janeiro de 2018, lançou álbum solo "Madara" com a presença de muitos músicos de apoio, entre eles Shinya, MiA, Sugizo, Yo-ka, etc.
"God Child Records" é a gravadora independente representada por Asagi.
Em 2020, lançou o single solo "Amabie". A canção representa um yokai que pretende dissipar o vírus da COVID-19.

## Influências
Asagi é fã de Luna Sea desde sua adolescência.

## Discografia
Singles
| Título                                                                          | Lançamento           | Posição na Oricon |
| ------------------------------------------------------------------------------- | -------------------- | ----------------- |
| "Corvinus"                                                                      | 20 de agosto de 2006 | 76                |
| "Seventh Sense/Shikabane no Oja/Amupusai" (Seventh Sense／屍の王者／アンプサイ) | 9 de maio de 2016    | 21                |

Álbuns
| Título | Lançamento            | Posição na Oricon |
| ------ | --------------------- | ----------------- |
| Madara | 31 de janeiro de 2018 | 40                |